# Concejo de Gordón
El Concejo de Gordón es una comarca tradicional de la provincia de León, en España. Comprende la mayor parte del actual municipio de La Pola de Gordón y una localidad del de La Robla. La comarca está a escasos kilómetros al norte de la capital.
El paisaje del Concejo de Gordón es el típico de un valle de la montaña de León. Está situado en el curso medio del río Bernesga.

## Poblaciones
| La Pola de Gordon     |  | La Robla       |
| --------------------- |  | -------------- |
| La Pola de Gordón     |  | Puente de Alba |
| Los Barrios de Gordón |  |                |
| Beberino              |  |                |
| Buiza                 |  |                |
| Cabornera             |  |                |
| Geras                 |  |                |
| Llombera              |  |                |
| Nocedo de Gordón      |  |                |
| Paradilla de Gordón   |  |                |
| Peredilla             |  |                |
| Santa Lucía de Gordón |  |                |
| Vega de Gordón        |  |                |

## Municipios
| Municipios        | Habitantes (2011) | Superficie (km²) | Densidad (hab/km²) |
| ----------------- | ----------------- | ---------------- | ------------------ |
| La Pola de Gordón | 3.905             | 157,64           | 24,77              |
| La Robla          | 4.610             | 85,22            | 54,10              |
| Total             | 8.515             | 242,86           | 35,06              |

## Enlaces de interés
- Los pueblos del concejo de Gordón